# Генрих Гентский
Генрих Гентский (лат. Henricus a Gandavo или de Gandavo, лат. Doctor solemnis «Торжественный Доктор»; 1217, Гент — 29 июня 1293, Турне) — средневековый бельгийский философ и теолог.
С 1267 года — каноник в Турне. С 1277 — архидиакон в Брюгге, с 1278 — архидиакон в Турне. С 1276 до 1292 — магистр теологии в Парижском университете.
Сторонник августинианства и противник томизма.